# Bettignies
Bettignies ist eine französische Gemeinde im Département Nord in der Region Hauts-de-France. Sie gehört zum Arrondissement Avesnes-sur-Helpe und zum Kanton Maubeuge.

## Geografie
Die Gemeinde Bettignies liegt sechs Kilometer nördlich von Maubeuge an der Grenze zu Belgien. Hier beginnt die Nationalstraße 2 nach Paris. Bettegnies grenzt im Norden an Quévy (Belgien), Villers-Sire-Nicole im Osten, Bersillies im Südosten, Mairieux im Süden sowie La Longueville und Gognies-Chaussée im Südwesten.

## Bevölkerungsentwicklung
| Jahr                       | 1962 | 1968 | 1975 | 1982 | 1990 | 1999 | 2008 | 2013 | 2020 |
| Einwohner                  | 245  | 243  | 211  | 222  | 238  | 269  | 263  | 295  | 309  |
| Quellen: Cassini und INSEE |      |      |      |      |      |      |      |      |      |

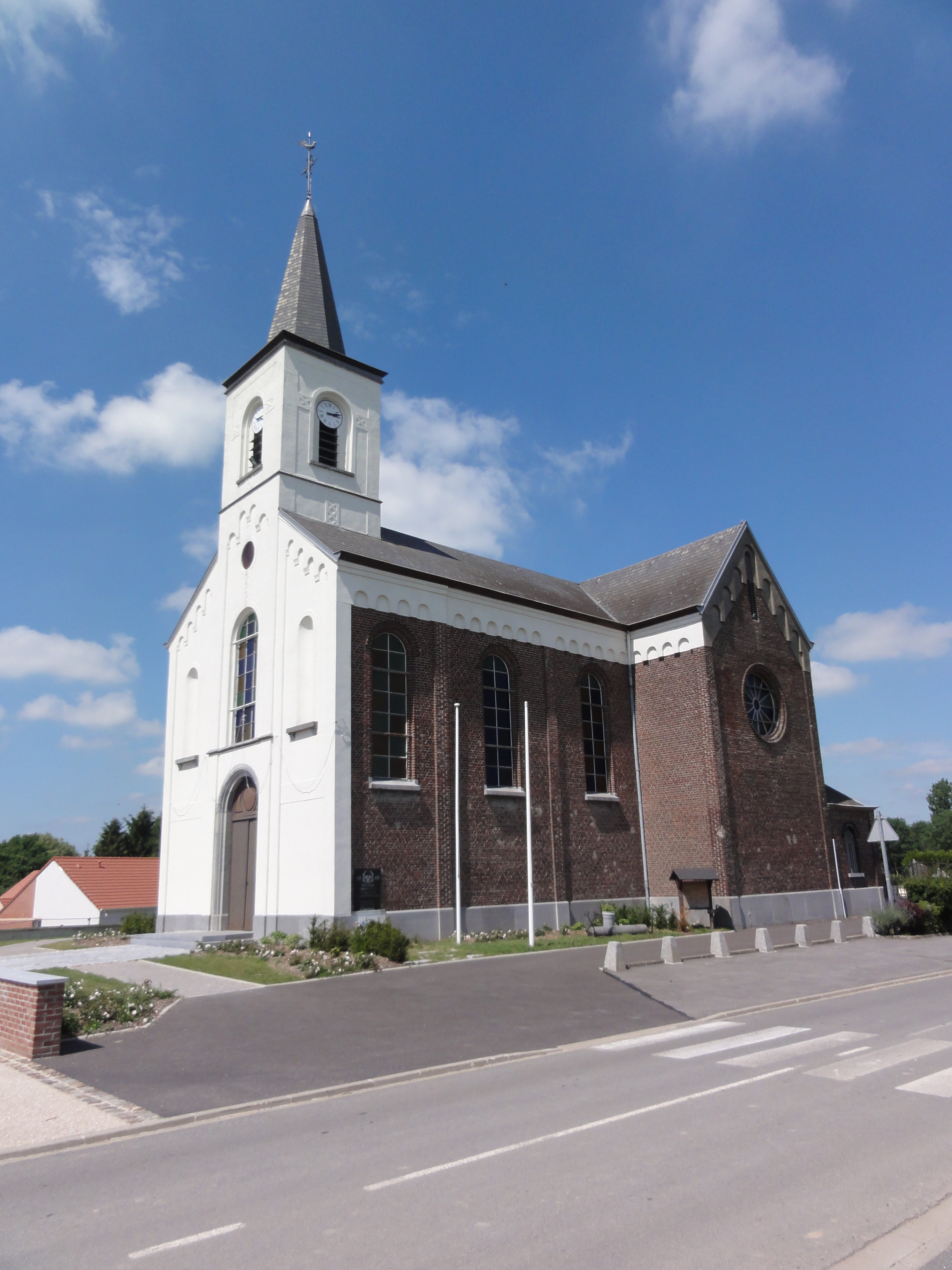
Kirche Saint-Nicolas
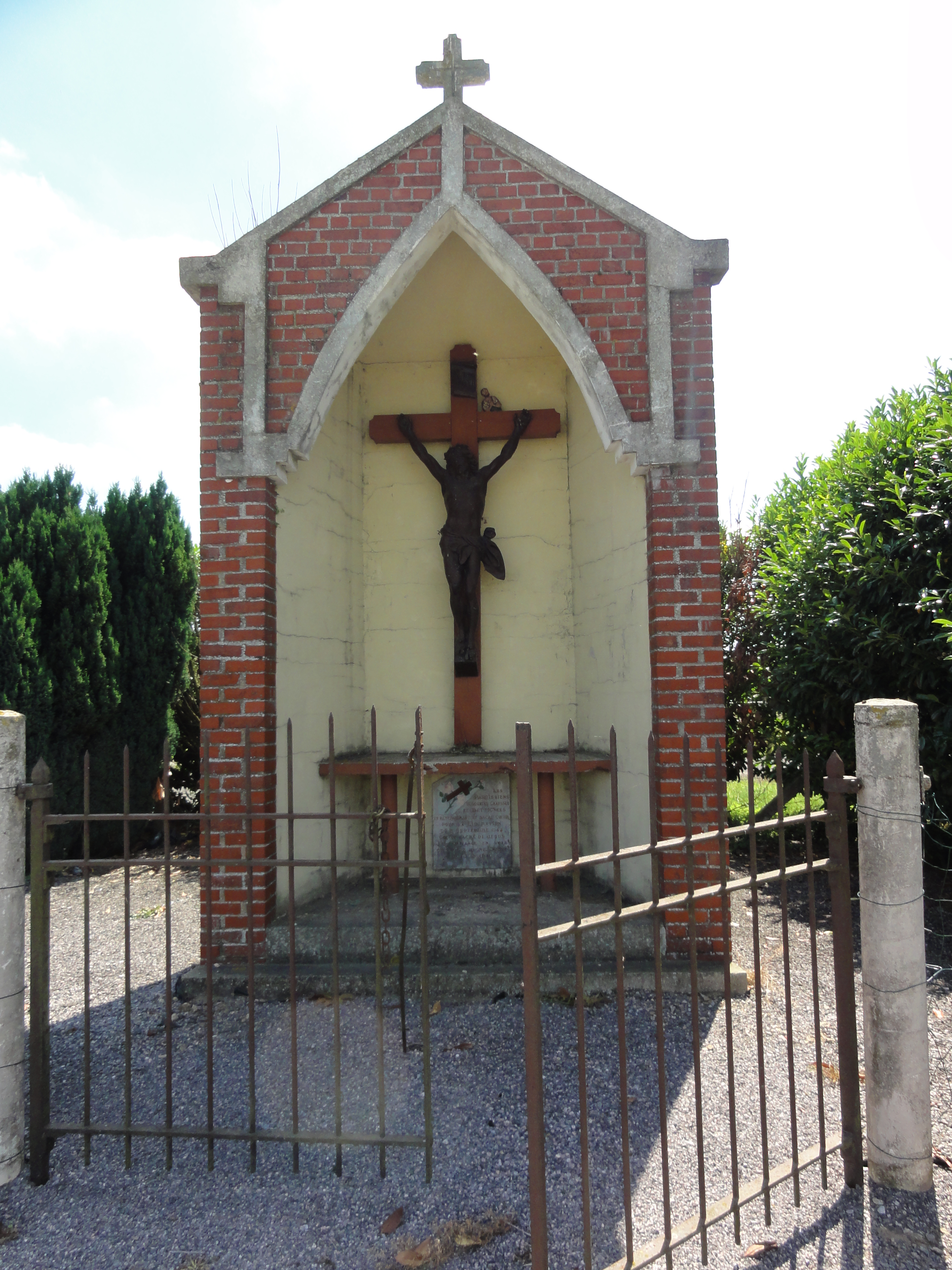
Kapelle
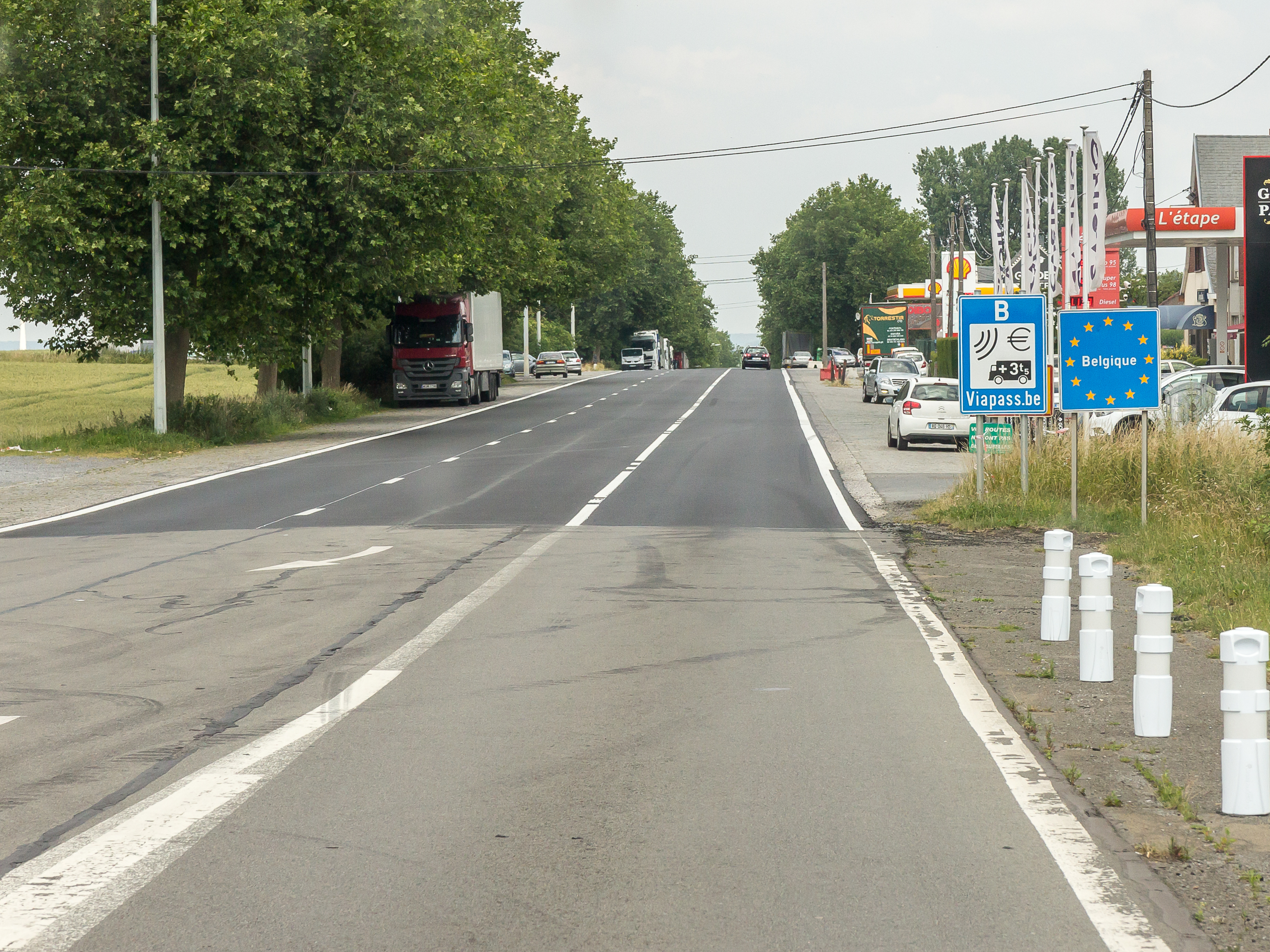
Französisch-belgischer Grenzübergang
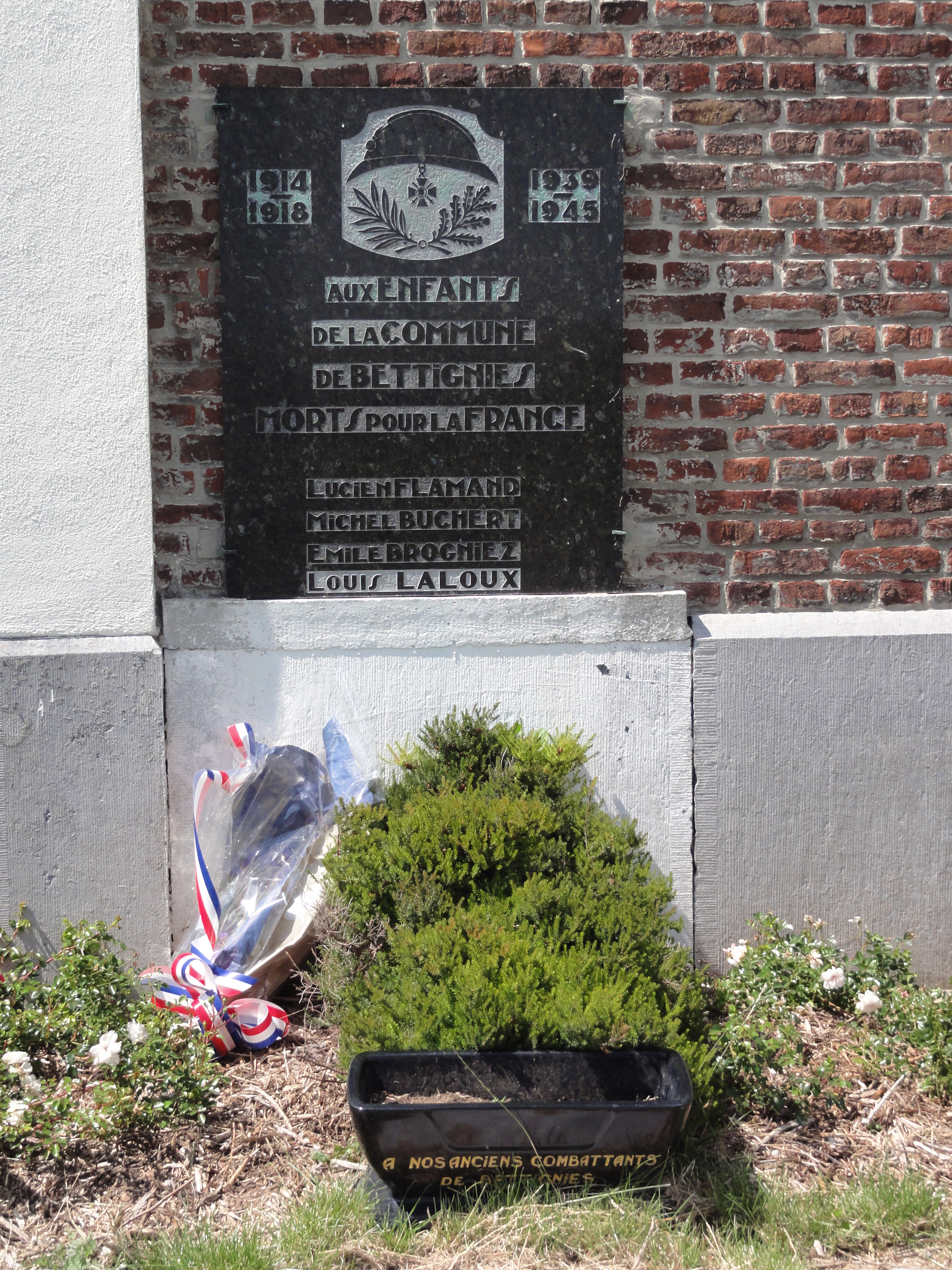
Gefallenendenkmal